# Mlžné hory

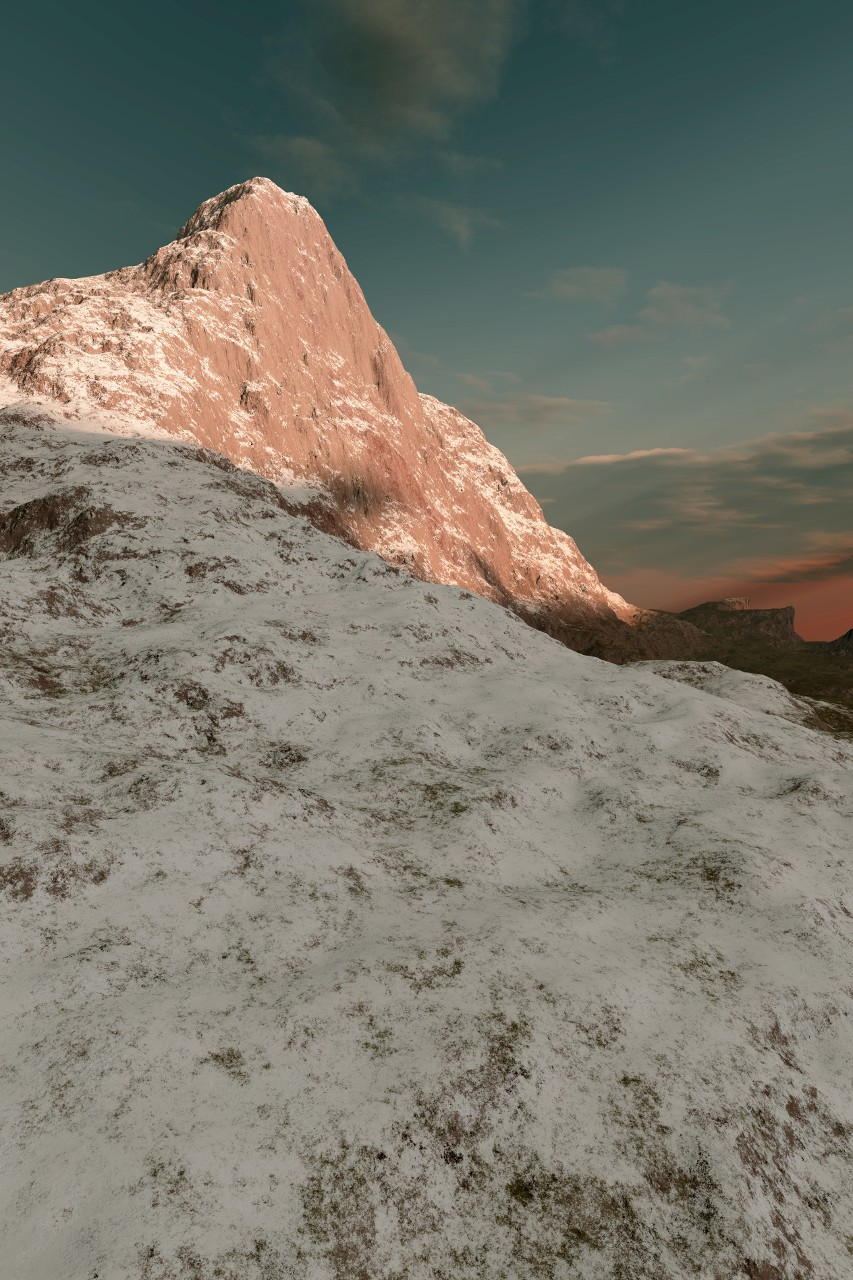
Vrchol Caradhras

Mlžné hory je název pohoří v Tolkienově legendárním kontinentu Středozemi. Původní název v angličtině je Misty Mountains, v sindarštině to je Hithaeglir.

## Geografie
Pohoří je dlouhé 1280 km ze severu na jih (od hory Gundabad ke štítu Methedrasu) a odděluje Eriador a údolí Anduiny. Nejvyššími horami jsou Gundabad, Methedras a Caradhras.

### Význačné hory
- Gundabad: Nachází se na severozápad od Temného hvozdu, na západ od Šedých hor a na jih od Forodwaithu. Je sídlem skřetů. Hora Gundabad byla vydrancována trpaslíky, když válčili se skřety v letech 2793–2799 třetího věku, aby trpaslíci pomstili smrt Thróra, který byl zabit v Morii skřetem Azogem.

### Ostatní pohoří
Mlžné hory samozřejmě nejsou jediné hory ve Středozemi, další jsou:
- Železné hory – Na východ od Šedých hor.
- Modré hory (Ered Luin) – Na sever a jih od Zálivu Luny a Šedých přístavů. Nachází se na západ od Mlžných hor.
- Šedé hory (Ered Mithrin) – Na západ od Železných hor, na severovýchod od Mlžných hor.
- Bílé hory (Ered Nimrais) – Na jih od Mlžných hor.
- Popelavé hory (Ered Lithui) – Tvoří severní hranici Mordoru.
- Hory stínu (Ephel-Dúath) – Jižní a západní hranice Mordoru.

### Vodstvo
V Mlžných horách pramení řeky:
- Na východní straně:
  - Kosatcová řeka – Patří mezi přítoky Anduiny. Kolem ní kdysi bydleli předchůdci hobitů a mezi nimi i Sméagol neboli Glum.
  - Stříberka – Pramení nad Rmutným dolem u Morie. Vlévá se do Anduiny.
  - Nimrodel – Vlévá se do Stříberky. Vztahuje se k ní příběh o Nimrodel a Amrothovi.
  - Entva – Pramení v horách nad Fangornem a protéká jím.
  - Lipava – Také pramení ve Fangornu.
- Na západní straně:
  - Mšená (Mitheitel) – Pramení severně od Roklinky v Obrovištích. Překročit se dá pouze u Posledního mostu. Po soutoku s Bouřnou se jmenuje Šerava (Gwathló).
  - Bouřná (Bruinen) – Pramení nad Roklinkou. Spolu s Mšenou tvoří v Eregionu Šeravu.
  - Hraniční řeka – Vlévá se do Šeravy.
  - Želíz – Pramení pod Methedrasem a protéká Nan Curunírem. Jejím přítokem je Adorn.
  - Labutí řeka – Pramení jižně od Morie na západní straně hor. Vlévá se do Šeravy.

### Města a místa
- Pod horami Caradhras, Celebdil a Fanuidhol bylo velké království trpaslíků, které založil Durin. Království se nazývalo Trpasluj, trpasličí řečí Khazad-dûm, nyní Moria. V dobách slávy se tam těžil mithril.
- Na jižním konci hor se nachází stará Gondorská pevnost Angrenost (Železný pas), později se do ní nastěhoval Saruman.
- Na severu se nacházela černokněžnická říše Angmar, jejím vládcem byl Pán nazgûlů a ostatní Nazgûlové.
- Severně od Morie na západní straně hor je Roklinka, ve které sídlí Elrond.
- Na západní straně hor se v druhém věku nacházela velká elfí říše Eregion neboli Cesmínie.
- Východně od Morie se nachází elfské království Lothlórien (Lórien). V něm sídlí Galadriel a Celeborn.
- Severovýchodně od Železného pasu se nachází les Fangorn, ve kterém sídlí Enti.
- Jižně od Fangornu se nachází lidské království Rohan.

## Historie

### První věk

#### Vznik
V prvním věku je vyzdvihl Melkor, aby bránil Oromëmu v jízdě, když se s elfy vracel do Valinoru.

#### Moria
V prvním věku byla také vyhloubena Trpasluj, trpasličí řečí Khazad-dûm, v elfštině nazývána Hadhodrond, které se v době zatemnění říkalo Moria.

### Druhý věk
V druhém věku přecházeli Mlžné hory Elrond s Gil-galadem a Elendilem, když se svou skvělou armádou vycházeli do Bitvy na Dagorladu.

### Třetí věk

#### Přepadení Isildura
Když se Isildur vracel zpět do Arnoru přes Mlžné hory, přepadli ho skřeti z Mlžných hor na Kosatcových polích na východní straně Anduiny. Pobili většinu jeho lidu, on unikl, ale když chtěl s Prstenem přeplavat Anduinu, sklouzl mu z prstu a byl zabit. Prsten našel později Déagol. Z té bitvy uniklo pouze pár lidí, jeden z nich, Isildurův panoš Ohtar, vzal rozlámaný Narsil a donesl ho do Imladris.

#### Příběh Gluma
Jakmile Déagol našel Jeden prsten, Sméagol mu ho ukradl a Déagola chladnokrevně zabil. Gluma vyhnali z jeho rodu a on dále putoval na vlastní pěst. Nakonec se prohrabal pod Mlžné hory a usadil se na ostrůvku uprostřed jezera v jeskyni pod Mlžnými horami.

#### Hobit
Ve 4.–5. kapitole knihy Hobit aneb Cesta tam a zase zpátky se vypráví o dobrodružství Bilba Pytlíka a jeho společníků pod Mlžnými horami.
Vypráví se tam o tom, jak se Bilbo Pytlík s Gandalfem a trpaslíky potřebují dostat přes hory, aby mohli pokračovat ve své pouti k Ereboru a Osamělé hoře. Když jdou po jedné cestě k průsmyku, dostihne je velká bouře, bitva dvou obrů. Proto se schovávají do jedné jeskyně a netuší, že jsou na západním zápraží skřetí jeskyně. V noci je skřeti pochytají a všechny (až na Gandalfa) zajmou. Odvedou je před Velkého skřeta. Gandalf je ale zachrání a Velkého skřeta zabije mečem Glamdring – Vrahomlat. Posléze trpaslíky osvobodí a utíkají před skřety. Jenže Bilbo se bouchne do hlavy a upadne do bezvědomí. Probudí se a najde Prsten. Dlouho jde dál a konečně dojde ke Glumovu jezírku. Tam hrají hru na hádanky. Pokud Glum nebude znát odpověď na Bilbovu hádanku, vyvede ho ven. A pokud nebude znát Bilbo odpověď na Glumovu hádanku, Glum ho bude moct sníst. Nakonec se Bilbo zeptá, co to má v kapse a Glum samozřejmě nebude vědět. Glum se bude snažit najít Prsten, aby s jeho pomocí mohl Bilba zabít, Glum samozřejmě neví, že Prsten ztratil, ale když ho nenajde, dojde mu to a tak začne Bilba honit. Bilbo si ovšem nasadí Prsten a Glumovi zmizí. Aniž by ten o tom věděl, dovede ho k východu a tak se Bilbo dostane z podzemí. Nakonec najde Thorina a ostatní a vydávají se na cestu dál.

#### Pán prstenů
Když Frodo Pytlík dochází do Roklinky, zjišťuje, že tím jeho poslání ještě nekončí. Dozvídá se, že se bude muset Jeden prsten zničit. Ten se dá zničit pouze v Hoře osudu a on sám se k tomu dobrovolně hlásí. Hora osudu je na opačném konci Středozemi. Aby se k ní dostal, musí přejít přes Mlžné hory, ačkoliv by šlo se do Mordoru dostat Rohanskou branou a dál přes Rohan, nebo přes Jižní Gondor. Tyto cesty jsou však nebezpečné kvůli Sarumanovi či příliš dlouhé. A tak se 25. 12. r. 3018 vydává Společenstvo Prstenu na svou pouť. Trvalo jim celkem 16 dní, než se dostali ke Caradhrasu. Tam ale následovalo velké zklamání. Kapitola I. Dílu Pána prstenů s názvem „Prsten putuje k jihu“ popisuje velký sníh na Caradhrasu. Gandalf vyzradí všem nepřátelům, že tam je tím, že rozdělá (pro Istari typický) modrý oheň. Nakonec společenstvo zvolí temnou cestu Morií, kde narazí na Durinovu zhoubu neboli balroga – dávného služebníka Melkora. Gandalf ho shodil z můstku v Khazad-dûm, ale balrog ho vzal s sebou do propasti. Později Gandalf popisuje Aragornovi, Legolasovi a Gimlimu, jak s balrogem padal, až nakonec dopadl do míst, kde nekutali trpaslíci, ale stvůry, které byly na světě dřív než Sauron, a jak vyšel s balrogem po nekonečných schodech a bojovali spolu na vrcholku hor. Poté ho shodil zpět na nekonečné schody, které se zřítily, a jeho samotného odnesl orel.